# Kwahu North
Kwahu North är ett distrikt i Ghana. Det ligger i regionen Östra regionen, i den sydöstra delen av landet, 170 km norr om huvudstaden Accra. Arean är 5 040 kvadratkilometer.
Åren 1960–2010 har två folkräkningar hållits. Vid folkräkningen 2010 hade distriktet 102 423 invånare. Cirka 70,6 procent av de som arbetade hade anställning inom jordbruk, skogsbruk eller fiske och utför kvalificerade uppgifter. Ungefär 7 procent arbetade inom serviceyrken eller försäljning, medan 14,6 procent hade yrken inom hantverk eller liknande områden. Endast 3,9 procent var anställda som chefer, specialister eller tekniker.